# 薄叶鸢尾
薄叶鸢尾（学名：Iris leptophylla），为鸢尾科鸢尾属下的一个植物种。